# Drakarnas natt
Drakarnas natt (ISBN 91-32-32240-2) från 1998 är den andra boken i fantasyserien Draklanskrönikan. Författare är Margaret Weis, Tracy Hickman och Valerie Valusek.